# Фильм-балет
Фильм-балет — особый жанр кинематографического искусства, комбинирующий художественные средства этого искусства с художественными средствами собственно балета. В отличие от экранизации балета, представляющей собой фиксацию сценической постановки, как она есть, фильм-балет является оригинальной кинорежиссёрской работой, осуществлённой павильонными или натурными съёмками с применением различных кинооператорских техник, приёмов монтажа и т. п., а также с возможным участием драматических актёров. Более широкое понятие балета в кино, описываемое соответствующими статьями балетных энциклопедий, включает в себя также танцевальные фрагменты в художественных и музыкальных фильмах (таких, как «Девушка с обложки» с Ритой Хейворт или «Небесные ласточки» Леонида Квинихидзе), а также документальные и художественные фильмы о балете и его артистах, включающие собственно балетные номера.

## Фильм-балет
В 1908 году кинооператор Александр Дранков, засняв выступления труппы И. А. Чистякова, выпустил в прокат фильм под названием «Пьеро и Пьеретта».
В 1913 году режиссёр московского отделения студии «Братья Пате» Кай Ганзен произвёл киносъёмку балетов Александра Горского «Коппелия» и «Вакханалия» (танцы из оперы «Самсон и Далила») с участием солистов Большого театра Екатерины Гельцер, Леонида Жукова и Владимира Рябцева. В том же году Яков Протазанов снимал «малолетнюю босоножку» Тину Валлен в музыкально-пластической драме «Как рыдала душа ребёнка», В следующем, 1914 году, он продолжил снимать современный танец: торговый дом «Тиман И Рейнгардт» выпустил его фильмы «Ёлка» (с участием той же Тины Валлен), «Танго» и «Танец вампира».
К жанру фильм-балет относятся: «Ромео и Джульетта» — фильм 1954 года по спектаклю Леонида Лавровского, «Анна Каренина», «Анюта», «Барышня и хулиган», «Галатея», «Двенадцатая ночь», «Жиголо и Жиголетта», «Принц и Нищий», «Последняя тарантелла», «Старое танго», фильмы-балеты Александра Белинского и многие другие.

### Анна Каренина
«Анна Каренина» — фильм-балет 1974 года, поставленный по мотивам одноимённого романа Л. Н. Толстого. В основу фильма лёг балет Родиона Щедрина, премьера которого состоялась на сцене Большого театра 10 июня 1972 года. Либретто написал Борис Львов-Анохин, хореографию поставили Наталья Рыженко, Виктор Смирнов-Голованов и М. М. Плисецкая. Декорации и костюмы сделал Валерий Левенталь, а костюмы для Майи создал Пьер Карден.
Автором фильма-балета «Анна Каренина» стала Маргарита Пилихина, которая сама была очень хорошим кинооператором, но фильм «Анна Каренина» снимал признанный мастер Валентин Пиганов, впервые использовавший профессиональные объективы и фильтры для кинокамеры, в то время не было постпродакшина..

### Александр Белинский

Балерина Екатерина Максимова в фильме А.Белинского «Галатея»

Творческие союзы Белинского и Васильева, благодаря которому на свет появились фильмы «Анюта», «Жиголо и Жиголетта», «Галатея», а также фильм «Старое танго» с хореографией Брянцева утвердили само определение фильма-балета, как жанра , в котором история рассказывается языком танца, а построение фильма следует режиссёрскому сценарию, с чередованием сцен и сменой планов.
Фильмы Белинского очень разные, а истории, взятые за драматургическую основу сюжетной линии вызывают эмоцию «улыбка сквозь слёзы», эта эмоция похожа на ощущение от фильмов Чаплина. В фильме «Последняя тарантелла» режиссёр планировал прибавить к балетной лексике слова:

«Впервые в своих балетных фильмах я прибегаю к слову. И отнюдь не потому, что сюжет „Нунчи“ не может быть понятен с помощью одной хореографии. В „Тарантелле“ должны быть кадры, свободные от музыки, так, кстати сказал Боб Фосс» — вспоминал Белинский
Артисты уже начали репетировать диалоги, но в конечной режиссёрской версии в фильме их не было, а закадровый текст читал Олег Басилашвили.
Одним из факторов успеха фильма «Анюта» можно считать идею Владимира Васильева о «монтажной хореографии» — точное видение каждой сцены, каждого хореографического номера, как уже в готовом фильме. Танец в фильме снимался фрагментами, крупные, средние и общие планы монтировались в движении. На музыку одного номера снимались несколько мест действия, иногда параллельная хореографическая жизнь разных персонажей.

«Хореограф на телевидении изначально принимает функции режиссёра, и это всегда очень интересно, особенно в период монтажа. Когда мы снимали отдельные сцены, мы их уже видели „монтажно“… Каждый раз на практике познаёшь всё новые закономерности. В искусстве невозможно всё постичь. Только дилетантам кажется, что они всё знают». — говорил Васильев

## Телебалет
Телебалет — это постановочные съёмки, которые проходят в павильоне студии, с декорациями и костюмами. Действие балета снимается в несколько дублей, затем монтируется в студийной монтажной. 
К телебалетам относятся:
Первый советский телебалет «Граф Нулин» Бориса Асафьева с участием Сергея Кореня и Ольги Лепешинской создан балетмейстером Владимиром Варковицким в 1959 году.
«Золушка» — телефильм 1985 года К. М. Сергеева и режиссёра В. Окунцова по одноимённому балету «Золушка», поставленному в Кировском в 1946 году. Экранизирован был вариант редакции балета 1964 года.
Балет «Золушка» был выпущен под названием «Хрустальный башмачок»
Константин Сергеев сделал фильм по одноимённому балету Фокина на музыку Шумана «Карнавал»
В 1966 году был заснят на киноплёнку балет «Юноша и смерть» Рудольфом Нуриевым и Зизи Жанмэр, по длительности этот балет, как небольшой спектакль — 16 минут.
В 2002 году в Италии была выпущена телеверсия балета Джорджа Баланчина, который выступил в качестве режиссёра, «Сон в летнюю ночь», длительностью почти два часа. В ролях: Роберто Болле, Риккардо Массими, Алессандра Ферри
К телебалетам относятся фильмы «Безумный день» и «Голубые города»

## Экранизация балета
В изданиях видеофильмов используется названия как «экранизация балета», так и «телефильм» и «телебалет», и даже «фильм-балет», что неверно.
Съёмки балета на видео называются записью балета, необходимой фиксацией балета для его сохранения и переноса, то есть для рабочего момента. Это видеозапись балета, не экранизация.
Экранизации балета представляет собой фиксацию сценической постановки, с сохранением первоначального замысла балетмейстеров без изменения
Одной из самых ярких экранизаций несомненно стали балеты Фокина, возобновлённые Андрисом Лиепой в Мариинском театре в 1993 году: «Шехеразада», «Жар Птица» и «Петрушка».
Фильм «Возвращение Жар-птицы» был снят в 1993 году., благодаря поддержке «Дягилев Центръ» и был представлен публике и показан на телевидении. Это уже было цифровое изображение.
Позднее фильм был переиздан на DVD компанией Universal Music Russia.
Презентация фильма «Возвращение Жар-птицы» прошла в КДСе 3 декабря 2002 года
К наиболее известным экранизациям балета прошлых лет относятся:
1942 — Экранизация балета Арама Хачатуряна «Гаянэ» в постановке Н.Анисимовой, с Татьяной Вечесловой в роли Нуне
1954 — «Мастера русского балета» — экранизация и монтаж pas de deux из балетов: «Лебединое озеро» в исполнении Галины Улановой, Натальи Дудинской, Константина Сергеева, «Бахчисарайский фонтан», с участием Галины Улановой, Майи Плисецкой, Петра Андреевича Гусева, Юрия Жданова, Игоря Бельского и «Пламя Парижа», с Вахтангом Чабукиани и М. Готлиб в главных партиях.
1955 — «Ромео и Джульетта» — балетмейстер Леонид Лавровский. Балет с участием Галины Улановой, Ю. Т. Жданова, А. Н. Ермолаева, С. Г. Кореня и А. А. Лапаури.
В 1956 году английские кинематографисты засняли на киноплёнку спектакль Большого театра «Жизель» с Галиной Сергеевной Улановой и Николаем Фадеечевым, показанный на гастролях в Лондоне в 1956 году.
1957 — экранизация балета «Лебединое озеро» с М. М. Плисецкой и Николаем Фадеечевым.
1960 — «Хореографические миниатюры» — экранизация балетов Леонида Якобсона. «Короткие сценки, мгновенные зарисовки, краткие эпизоды, выхваченные из жизни и воплощённые в танце».
Музыка: Пётр Чайковский, А.Глазунов, Сергей Рахманинов, Александр Скрябин, Сергей Прокофьев, Эдвард Григ, Клод Дебюсси, Рихард Штраус, Э.Понс, Игорь Стравинский, Ш.Аранов, С.Каган, О.Каравайчук, Б.Кравченко, В.Цитович, И.Шварц.
Спектакль Ленинградского театра им. Кирова, в ролях: Н. Банухина, И. Бельский, Б. Брегвадзе, Э. Брегвадзе, Л. Войшнис, И. Генслер, А. Грибов, А. Гридин, Ю. Егупов, К. Златковская, Т. Исакова, М. Кузнецова, И. Колпакова, Н. Кургапкина, Ю. Мальцев, А. Миронов, О. Моисеева, А. Нисневич, А. Осипенко, К. Рассадин, Г. Селюцкий, И. Утрецкая, В. Ухов, И. Чернышев, А. Шелест, Ирина Якобсон.
1961 — экранизация балета «Отелло» под названием «Венецианский мавр». Балетмейстер и исполнитель партии Отелло — Вахтанг Чабукиани.
1961 — экранизация балета «Золушка» под названием «Хрустальный башмачок». Балетмейстер Ростислав Захаров, с Р. С. Стручковой и Г. В. Ледях в главных ролях.
1961 — экранизация балета «Конёк-Горбунок» в постановке А. И. Радунского, с М. М. Плисецкой и В. В. Васильевым.
1964 — экранизация балета «Спящая красавица» балетмейстера К. М. Сергеева, с Натальей Дудинской в главной партии.
1964 — Экранизация балета «Спящая красавица» режиссёра Аполлинария Дудко по сценарию И. С. Шапиро и К. С. Сергеева, с Аллой Сизовой в партии Авроры. В ролях: Юрий Соловьёв, Наталья Дудинская в партии Злой Феи Карабос, Ирина Баженова, Виктор Рязанов, Ольга Заботкина, Людмила Савельева, Наталья Макарова.
1966 — экранизация Pas de deux из балета «Раймонда» и фрагментов из «Кармен-сюиты»
1966 — «Сон в летнюю ночь» — балетмейстер Джордж Баланчин, США
1966 — «Лебединое озеро» — экранизация спектакля Венской оперы, с участием Марго Фонтейн.
1967 — экранизация балета «Ромео и Джульетта» Макмиллана, с участием Фонтейн.
1968 — экранизация балета «Лебединое озеро» режиссёра Аполлинария Дудко по сценарию И. С. Шапиро и К. С. Сергеева, с Еленой Евтеевой в партии Одетты-Одиллии. В ролях: Джон Марковский и Махмуд Эсамбаев.
1969 — экранизация балета «Жизель», в исполнении двух знаменательных трупп того времени: Кубинского национального балета (Ballet Nacional de Cuba) Алисии Алонсо и труппы ABT, с участием Карлы Фраччи и Эрика Бруна.
1975 — экранизация балета Мориса Бежара «Весна священная»
1977 — экранизация балета «Спартак». Режиссёр: Вадим Дербенёв. Балетмейстер-постановщик: Юрий Григорович. Композитор: Арам Хачатурян. Сценография и костюмы: Симон Вирсаладзе. В главных ролях: Владимир Васильев (Спартак), Марис Лиепа (Красс), Наталия Бессмертнова (Фригия), Нина Тимофеева (Эгина). Балетная труппа и оркестр Большого театра, дирижёр Альгис Жюрайтис.
1983 — экранизация балета «Дон Кихот». Режиссёр, хореограф, исполнитель партии Базиля — Михаил Барышников, партнёрша Синтия Харви.
1984 — «Силуэты русского балета» — фильм об истории балета Кировского театра с показом фрагментов из балетов.
1985 — «Павана мавра» («Отелло») — фильм-балет (СССР), музыка Генри Пёрселла, хореография Хосе Лимона. Балетмейстер-постановщик и исполнитель главной роли Мавра (Отелло) — Никита Долгушин. В ролях: Елена Евтеева (Жена Мавра), Марат Даукаев (Друг Мавра), Габриэла Комлева (Жена Друга).
1996 — Экранизация балета «Лебединое озеро» хореографа Мэттью Борна (Matthew Bourne), Великобритания.

### Экранизация Золушки
Фильм 1989 года по оригинальному балету Маги Марен (фр. Maguy Marin) поставленному в Лионской опере в 1985 году, скорее всего является экранизацией этого балета. Это не самостоятельный фильм.
Экранизация «Золушки» была также в 1988 году по спектаклю Рудольфа Нуриева, в стиле Арт деко, поставленному им в Опера Гарнье.
Фредерик Аштон (англ. Frederick Ashton) поставил «Золушку» на сцене театра Ковент-Гарден 1969 году, этот спектакль также был экранизирован.
Одной из двадцати трёх постановок выдающегося хореографа и Кавалера ордена искусств Франции (1992) Жана-Кристофа Майо (Jean-Christophe Maillot), который был ведущим танцовщиком Гамбургского балета Джона Ноймайера, а затем, с 1993 года директором Балета Монте-Карло, по приглашению Принцессы Ганноверской, стала постановка балета «Золушка», которая и была экранизирована.

### Ранние съёмки
Благодаря небольшому видео фрагменту, сохранившимся до наших дней, можно увидеть уникальные кадры танца Анны Павловой, когда камера стояла неподвижно
Впервые танец был зафиксирован на плёнке в 1894 году, на заре кинематографа американским изобретателем Томасом Эдисоном,
 который снял на кинетоскопе танцовщицу Анабель Уитфорд Мур в «Танце змеи».
В России по инициативе В. А. Каралли на студии Ханжонкова были запечатлены балеты «Коппелия», в 1913 году, с участием Е. В. Гельцер и Азиадэ, в 1918 году, с участием М. М. Мордкина и М. П. Фроман. Первые опыты фиксации балетов были сделаны балетмейстерами Леонидом Мясиным и Мартой Грэхем, в эпоху немого кино.

## Документальный фильм о балете
Документальный фильм — это фильм, в основу которого легли съёмки подлинных событий и лиц.
Некоторые фильмы о балете:
1988 — Sylvie Guillem at Work (англ.) на сайте Internet Movie Database — документальный о Сильви Гиллем
1996 — фильм, посвящённый памяти Мариса Лиепы «А дольше всего продержалась душа» режиссёра С. Раздорского
1997 — фильм-портрет русской балерины Ольги Спесивцевой «Божественная Жизель» режиссёра Майи Максовны Меркель, снятый по мотивам книги партнёра Спесивцевой по сцене, известного английского хореографа сэра Энтони Долина «Спящая балерина». Съёмки фильма проходили в России, США, Англии, Франции. В них участвовали звёзды мирового балета, многие из которых начинали свою карьеру в «русских сезонах» Сергея Дягилева ещё в начале XX века: это Александра Данилова, Алисия Маркова, Анатолий Вильтзак, Иветт Шовире, Серж Перетти и др. В фильме снималась известная драматическая актриса Елена Соловей.
2003 — Guillem (англ.) на сайте Internet Movie Database — документальный о Сильви Гиллем
2005 — «Владимир Васильев. Большой балет» — документальный фильм, 2005 года в четырёх сериях, каждая по 26 минут. Автор — режиссёр Никита Тихонов
2005 — «Софья Головкина. Судьба моя — балет» — фильм Никиты Тихонова, в котором использованы интервью Михаила Горбачёва, Геннадия Хазанова, Михаила Лавровского, Алексея Ратманского, а также фрагмент класса-урока Джорджа Баланчина и фрагменты балетов с участием Софьи Головкиной
2005 — Документальный фильм «Алла Шелест»
2010 — «Касьян Голейзовский» — фильм о жизни и творчестве мастера
2010 — Татьяна Вечеслова : «Я — балерина», к столетию со дня рождения
2010 — Вера Каралли : «Это письмо я писала в перчатках…»

## Художественный фильм о балете
Художественный фильм в сценарии которого есть история о балерине.
- «Огни рампы» (англ. Limelight) — художественный фильм Чарли Чаплина, лирическая трагикомедия, вышедшая на экраны в 1952 году.
- «Летняя интерлюдия» (швед. Sommarlek 1951) — чёрно-белый художественный фильм режиссёра Ингмара Бергмана, романтическая драма.
- Фильм режиссёров Александра Митта и Кэндзи Ёсида «Москва, любовь моя» — фильм о любви юной японской балерины и русского скульптора. В ролях Комаки Курихара и Олег Видов. СССР, Япония. 1974
- Фильм английского режиссёра Кена Расселла «Валентино» с Рудольфом Нуриевым и Лесли Кэрон. 1977
- Фильм Эмиля Лотяну «Анна Павлова»[33] — пятисерийный телевизионный (художественный) фильм, рассказывающий историю жизни Анны Павловой — прославленной русской балерины начала XX века. Для показа в кинотеатрах фильм был сокращён до двух серий. 1983
- Фильм «Белые ночи» (White Nights) производства Columbia Pictures. Режиссёр Тэйлор Хэкфорд (Taylor Hackford). В ролях: Михаил Барышников, Грегори Хайнс, Джеральдин Пейдж, Изабелла Росселлини. 1985
- Фильм Александра Белинского «Фуэте». 1986[34][35][36]
- Фильм «Призраки белых ночей» режиссёра Дмитрия Фролова 1991 года
- Фильм режиссёра Алексея Учителя «Мания Жизели», снятый в 1995 году о истории жизненной драмы великой русской балерины XX века Ольги Спесивцевой, прозванной современниками «Красной Жизелью».
- И падает снег — восьмисерийный телевизионный (художественный) фильм 2007 года.
- Телевизионный «Вербное воскресенье» — российский мелодраматический телесериал, снятый в 2009 году компанией RWS. Впервые показан на Украине на телеканале «Интер» в декабре 2009 года, затем уже на Первом канале в России в феврале 2010 года. 30 и 31 октября 2010 года Первый канал повторил сериал, но уже в полном варианте.
- Фильм «Чёрный лебедь» (англ. Black Swan) режиссёра Даррена Аронофски, США 2010.

## Таблица
Примеры фильмов на балетную тематику по жанрам
| фильм-балет         | экранизация балета                     | телебалет       | художественный фильм | балет и танец в кино | документальный фильм                         |
| ------------------- | -------------------------------------- | --------------- | -------------------- | -------------------- | -------------------------------------------- |
| «Анюта»             | «Возвращение Жар-птицы»                | «Золушка»       | «Огни рампы»         | «Небесные ласточки»  | «Касьян Голейзовский», 2010                  |
| «Барышня и хулиган» | «Мастера русского балета»              | «Карнавал»      | «Мания Жизели»       | «Девушка с обложки»  | «Я — балерина» (Т.Вечеслова), 2010           |
| «Галатея»           | «Ромео и Джульетта» с Галиной Улановой | «Безумный день» | «Чёрный лебедь»      | «Весь этот джаз»     | «Это письмо я писала в перчатках…» В.Каралли |